# العذر (حجة)

تعديل مصدري - تعديل

العذر هي إحدى قرى عزلة جبل عيان بمديرية حجة التابعة لمحافظة حجة، بلغ تعداد سكانها 498 نسمة حسب تعداد اليمن لعام 2004.